# Brandstraße 23 (Hannover)

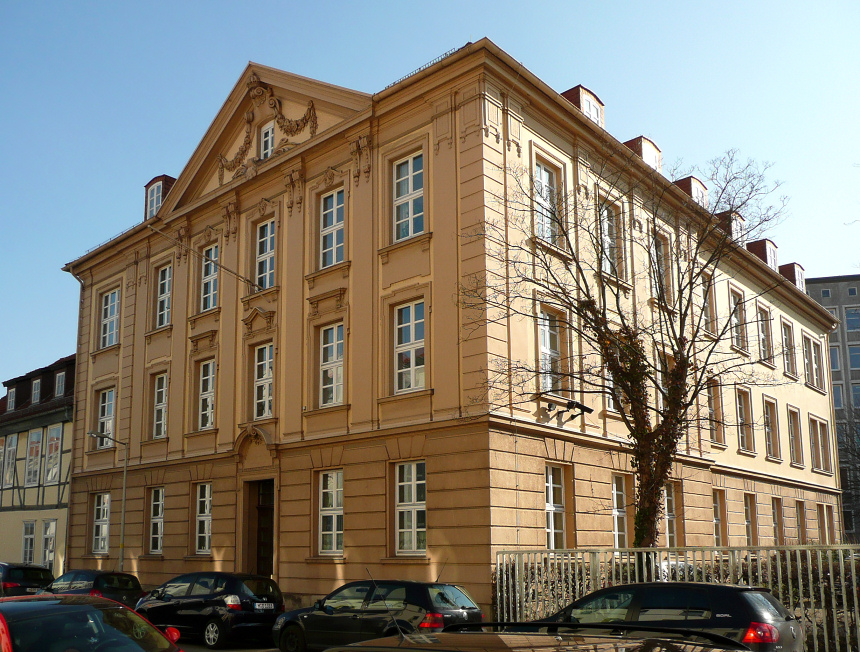
Das denkmalgeschützte ehemalige Konsistorialgebäude in der Calenberger Neustadt

Brandstraße 23 in Hannover lautet die Adresse des denkmalgeschützten, im ersten Viertel des 18. Jahrhunderts errichteten Gebäudes in der Calenberger Neustadt.

## Geschichte und Beschreibung
Nachdem Herzog Georg von Braunschweig-Calenberg mitten im Dreißigjährigen Krieg am 18. Februar 1636 per Dekret die Stadt Hannover zu seiner Residenz bestimmt hatte, richtete er am 1. Mai desselben Jahres das hannoversche Konsistorium ein. Kurz darauf, jedoch lediglich vorübergehend, hatte die Einrichtung für ein paar Jahre bis um 1642 ihren Sitz in Hildesheim. In den ersten knapp 9 Jahrzehnten fanden die Sitzungen der geistlichen Behörde „wahrscheinlich im Schlosse“ statt, dem für die Landesherrschaft erbauten Leineschloss.
Erst zur Zeit des Kurfürstentums Braunschweig-Lüneburg und zu Beginn der Personalunion zwischen Großbritannien und Hannover erhielt das Konsistorium 1723 „sein Offizialgebäude vor der Bastion an der Esplanade“ an der späteren Große Brandstraße, direkt neben dem Wohnhaus des Bauschreibers Brand Westermann. Doch schon zuvor soll dort der Hofbuchdrucker Samuel Ammon, nachdem er 1691 seine Druckerei in Hannover etabliert hatte, für sich und seine Leute eine mietzinsfreie Wohnung „im Consistorialgebäude auf dem Brande“ zugestanden bekommen haben.

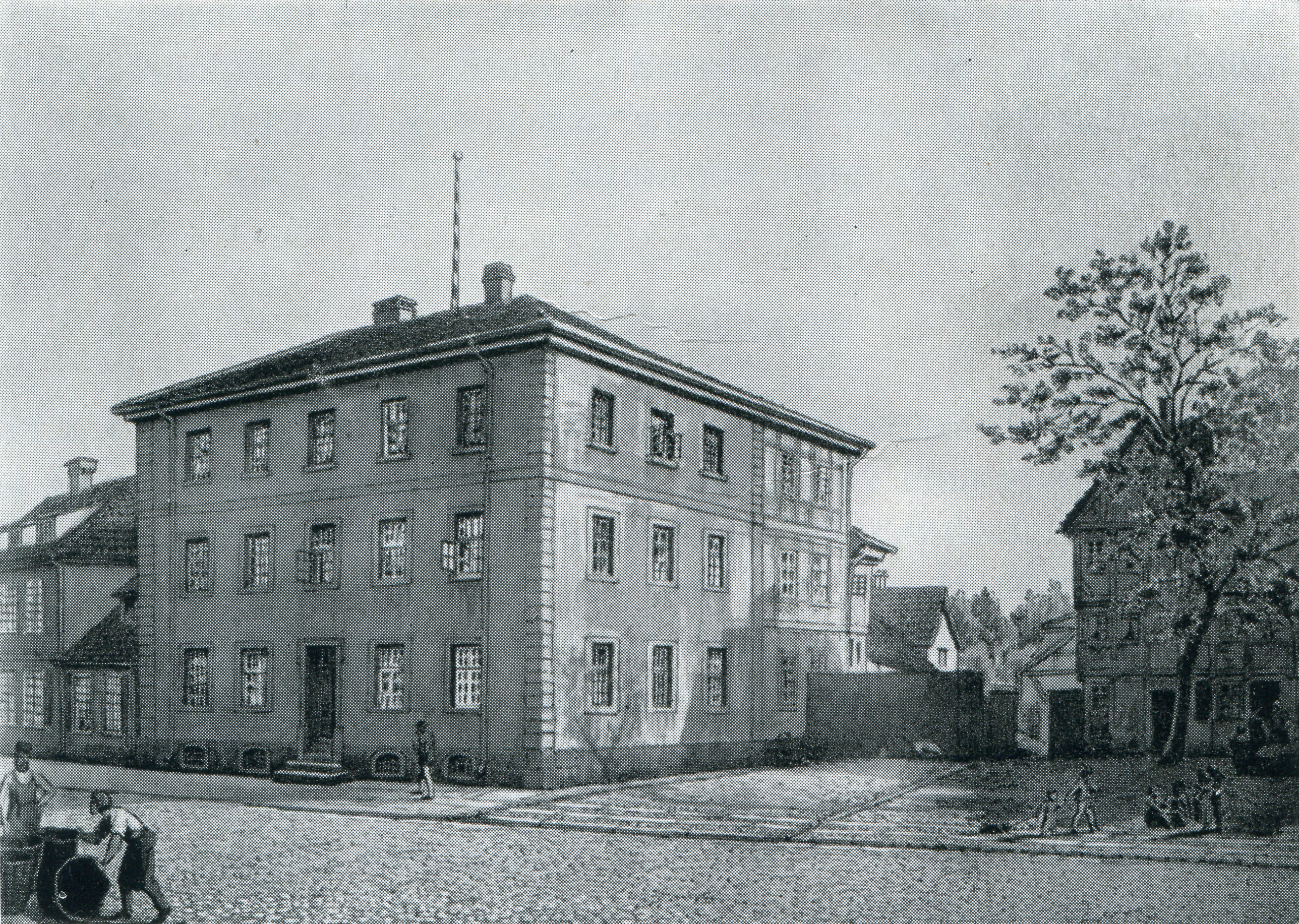
Das Konsistorium im Jahr 1868;
Aquarell von „A. Albes“, Stadtarchiv Hannover

Kurz nach dem Ende des Königreichs Hannover fertigte der Künstler „A. Albes“ ein 1868 datiertes Aquarell, das später als Teil des „Brüelschen Ehrenalbums“ ins Stadtarchiv Hannover gelangte. Die belebte Ansicht des Gebäudes und seiner unmittelbaren Umgebung zeigt einen dreigeschossigen Massivbau mit fünf Achsen in der Straßenfassade und drei Achsen in der Tiefe. Die Ecklisenen und Gewände waren aus Sandstein gehauen. Mutmaßlich gehörte das 2. Obergeschoss nicht zum Ursprungsbau und wurde erst später aufgesetzt.
Gut ein halbes Jahrhundert nach dem Bau des Konsistorialgebäudes auf dem Brand wurde aufgrund von Schwierigkeiten bei der Unterbringung staatlicher Behörden um 1778 Pläne für einen gemeinsamen Neubau für die Justizkanzlei und das Konsistorium an der Brandstraße entwickelt: So fertigte der Baumeister Christian Ludwig Ziegler zum Beispiel einen „Aufris zu einem Gebäude für die Königliche Justitz Canzley und das Consistorium in Hannover“. Diese und andere luxuriöse Zeichnungen Zieglers, gelangten später in das Hauptstaatsarchiv Hannover. Die Aufrisse zeigten einen weltstädtischen Bau und wiesen architektonisch auf den Klassizismus und auch Georg Ludwig Friedrich Laves, wenngleich die Fassade noch stark barock geprägt war. Die Entwürfe wurden dann jedoch – nicht zuletzt aufgrund der politischen Verhältnisse der Personalunion – nicht realisiert.
So behielt das Konsistorium bis zu Beginn des Deutschen Kaiserreichs sein altes Dienstgebäude. Dann aber wurde es in das mietweise vom Staat erworbene Haus des Grafen Bremer an der Friedrichsstraße im Zuge der bald darauf – ab 1886 – durchgebrochenen Ebhardtstraße. Kurz zuvor erhielt das Konsistorium seinen Sitz in dem ehemals als Gasthaus errichteten Gebäudes am Neustädter Markt.
Kurz vor dem Beginn des 20. Jahrhunderts wurde das Gebäude an der Brandstraße um das Jahr 1895 zur Nutzung durch das hannoversche Provinzialschulkollegium erweitert. Dabei erhielt es ein sehr verändertes Aussehen. Es zeigt sich bis heute mit einem Anbau in der östlichen Achse als dreigeschossiger, neobarocker Putzbau mit einem Sockelgeschoss und einer kolossalen Pilasterordnung.
Das ehemalige Konsistorialgebäude wurde in der Nachkriegszeit zur Nutzung durch das niedersächsische Ministerium des Inneren umfunktioniert.